# Горно Новково
Горно Новково е село в Североизточна България. То се намира в община Омуртаг, област Търговище.

## История
В землището на селото е намерен средновековен надпис от XIII век.
В османския период и до 1934 година селото носи името Хас кестене, а в периода 1934-1949 година – Горно Крумово.